# 埃勒·珀里尔·圣皮埃尔
埃勒·珀里尔·圣皮埃尔（英語：Elle Purrier St. Pierre，1995年2月20日—），美国女子田径运动员，2022年世界室内田径锦标赛女子3000米银牌得主、2024年世界室内田径锦标赛女子3000米金牌得主。